# لاله حافظی
لالهٔ حافظی یا لالهٔ حافظ شیرازی (نام علمی: Tulipa clusiana) نام یکی از گونه‌های سردهٔ لاله است. این گیاه در حدود ۲۵ سانتیمتر و گاهی در باغات و مزارع کشاورزی باغ روستای کرند (خراسان جنوبی) تا ۶۰ سانتیمتر ارتفاع دارد و گل‌های آن سه رنگ و از خارج به رنگ سفید و قرمز و در قاعدهٔ سطح داخلی خود به رنگ ارغوانی تیره می‌باشند و بر روی یک ساقهٔ باریک و ظریف و ترد قرار دارند. بسیاری این گونه را یکی از زیباترین انواع لاله شناخته‌اند و بر این اساس بیش از ۳۰۰ سال است که آن را در باغ‌های اروپا پرورش می‌دهند. احتمالاً وطن اصلی آن از ایران و از منطقهٔ اطراف شیراز است. در دههٔ ۱۳۰۳ شمسی گیاهشناسی این گونه را در نزدیکی آرامگاه حافظ یافت و به تصور آنکه گونهٔ جدیدی را کشف نموده آن را به نام حافظ نامگذاری کرد. اما به موجب مقررات نام گذاری لاتین گیاهان حق تقدم با نام قبلی آن است به همین سبب نام Tulipa clusiana همچنان در جهان حفظ گردیده است.
همچنین این گونه زیبا در نیاسر کاشان و اوایل فروردین در باغ روستای زیبای کرند در خراسان جنوبی (۳۶ کیلومتری شمال غربی شهرستان بشرویه) یافت می‌شود.

## نگارخانه

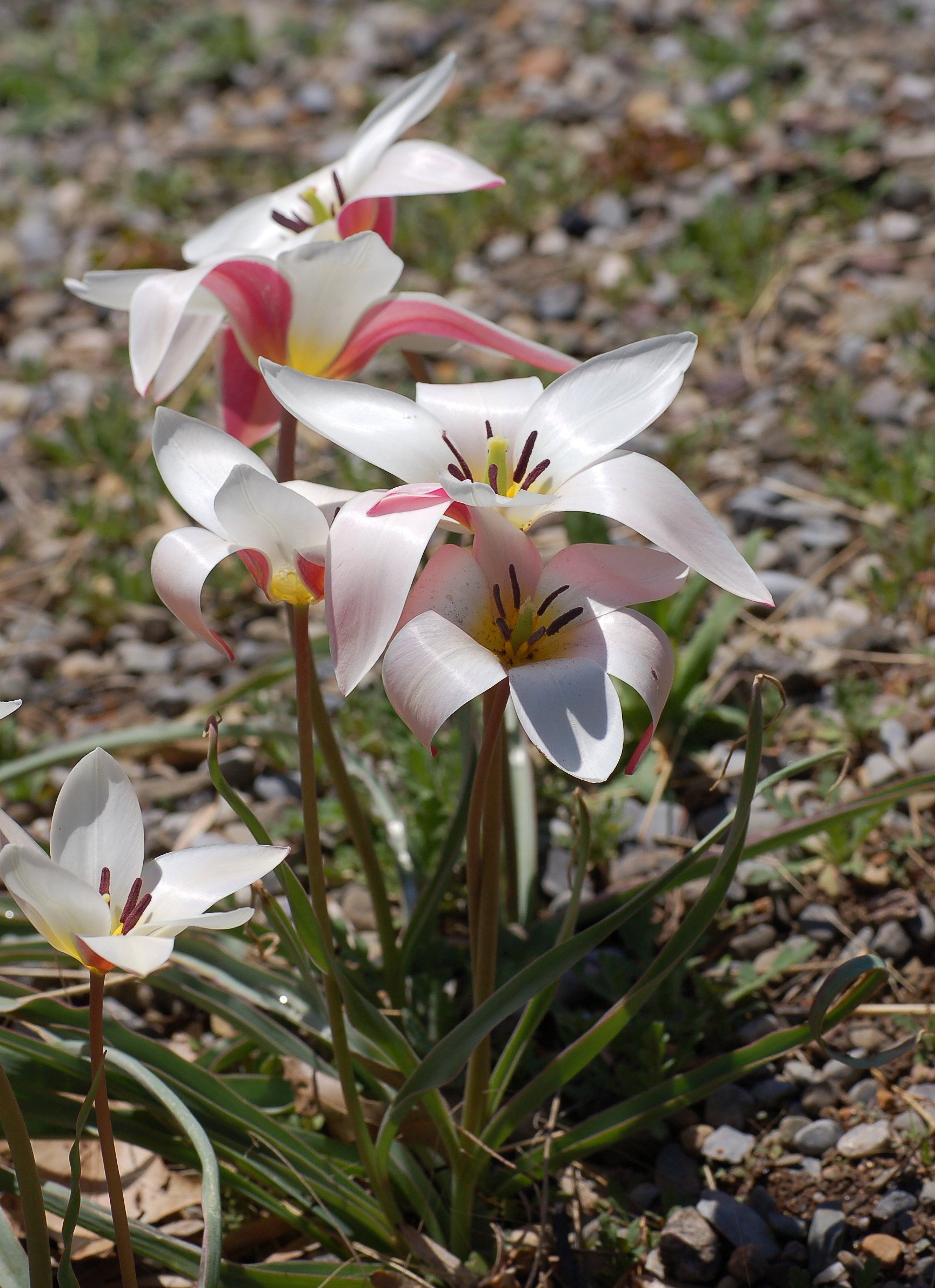
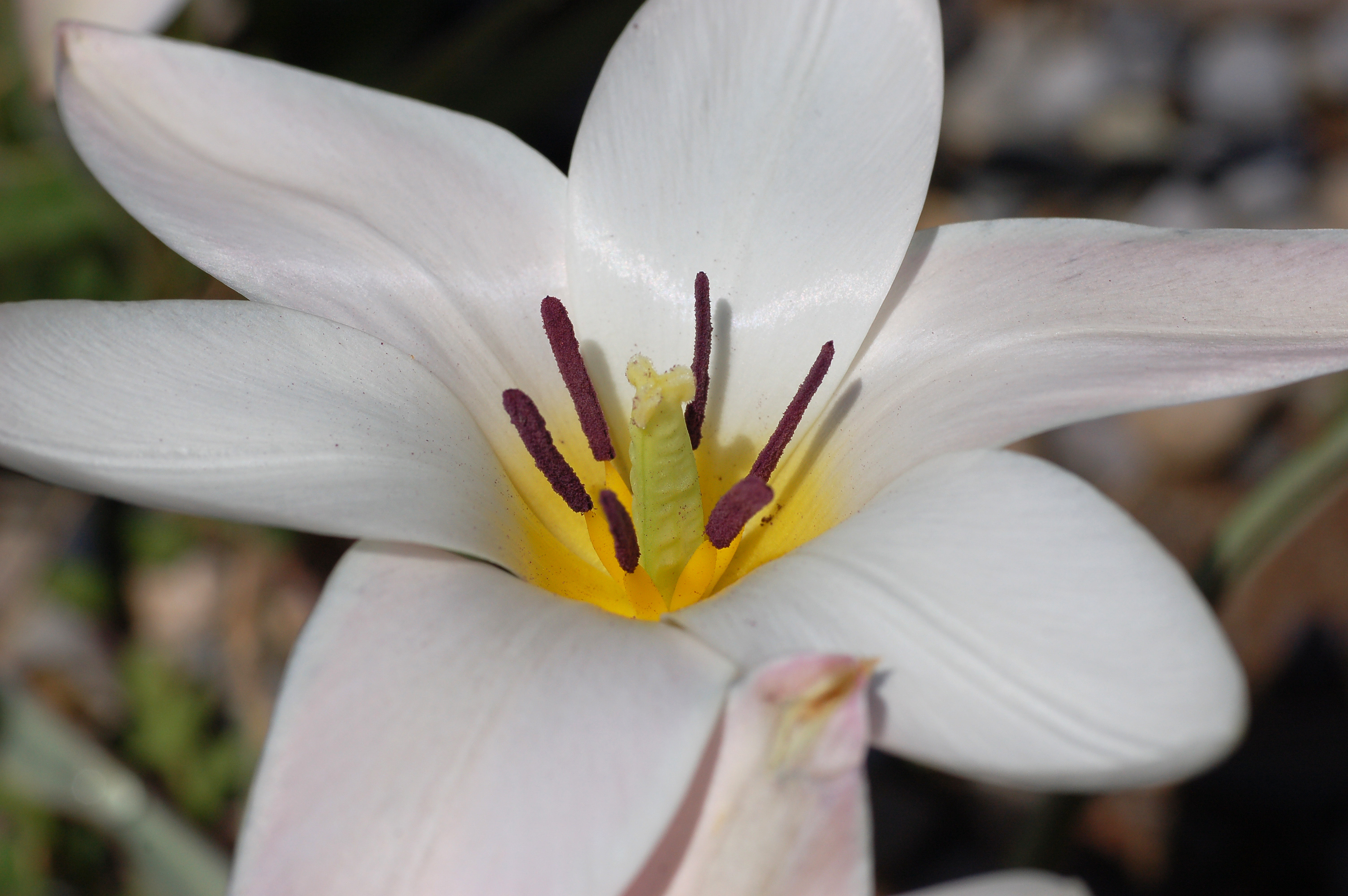
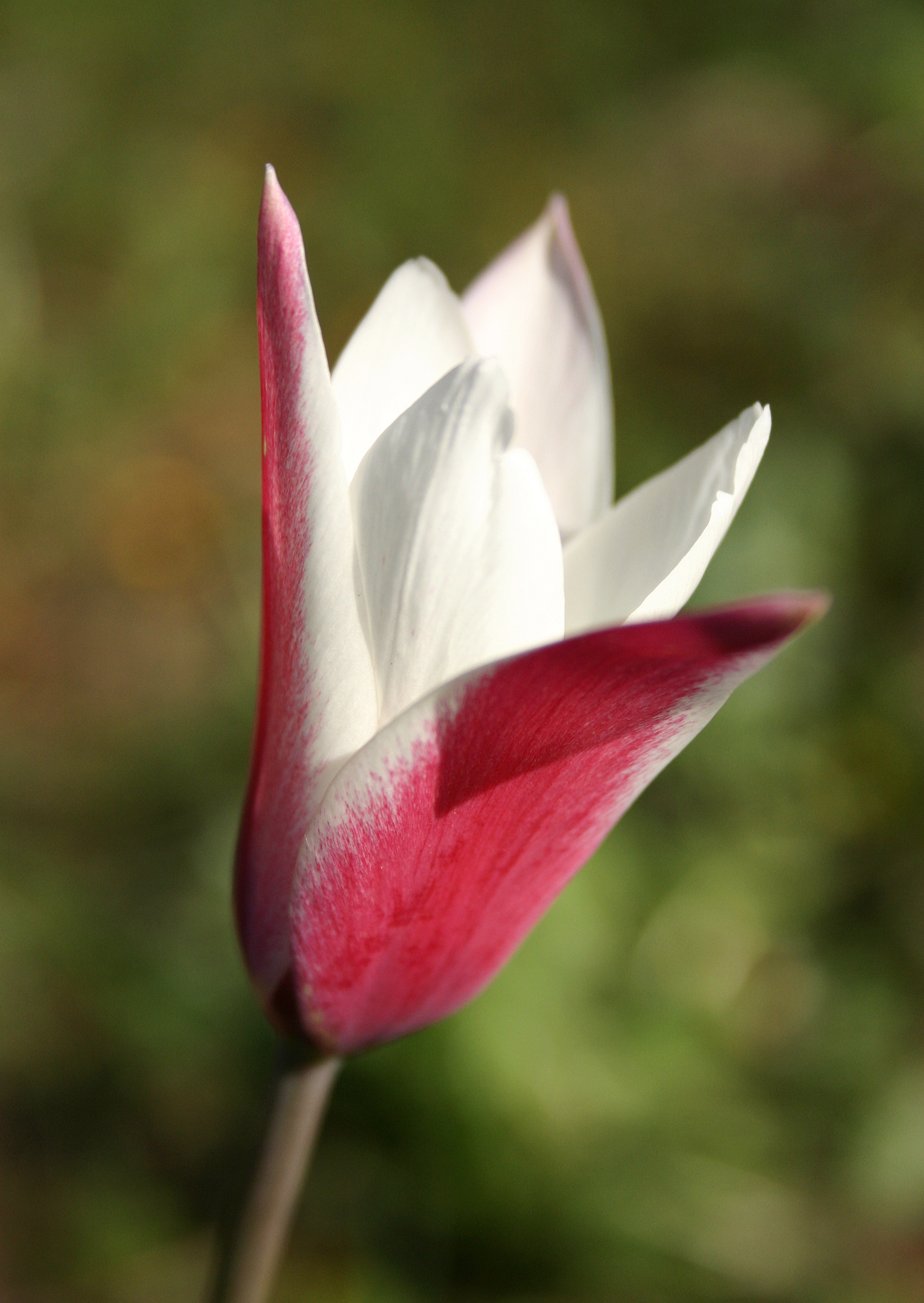
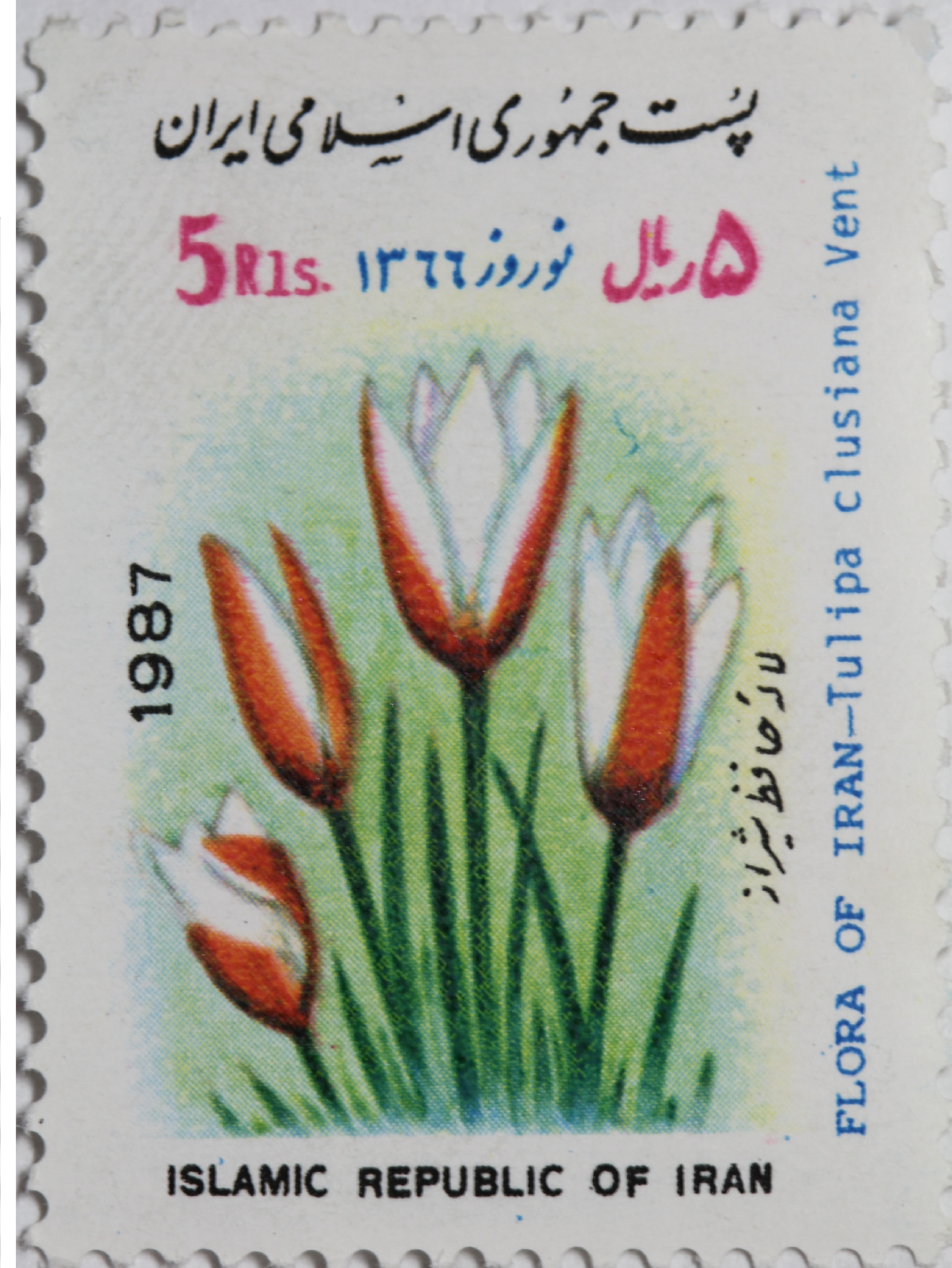
تمبر با تصویر لاله حافظی یا لالهٔ حافظ شیراز چاپ شده در سال ۱۳۶۶ در ایران